# Domat/Ems
Domat/Ems (tot 1943 officieel in het Duits Ems; Reto-Romaans: Domat; Italiaans (verouderd): Damede) is een gemeente en plaats in het Zwitserse kanton Graubünden, en maakt deel uit van het district Imboden.
Domat/Ems telt 8161 inwoners (2020).

## Geboren
- Anna Maria Bühler (1774-1854), heldin uit de Franse revolutionaire oorlogen